# Julien Tiersot
Pour les articles homonymes, voir Tiersot.
Julien Tiersot, né le 5 juillet 1857 à Bourg-en-Bresse et mort le 10 août 1936 à Paris, est un musicologue, ethnomusicologue et compositeur français.

## Biographie
Fils d'Edmond Tiersot, il se passionne d'abord pour la musique populaire française, sur laquelle il écrit un ouvrage, Histoire de la chanson populaire en France, en 1889. Il cherche à construire une histoire de cette musique en la rattachant à des origines savantes. Ce rapprochement est très mal vu par ses contemporains.
La même année, lors de l'Exposition universelle de Paris, il découvre le gamelan javanais à travers des danses qu'il note et publie aussitôt Promenades musicales à l'exposition, Les danses javanaises. Il prend alors conscience de la valeur des musiques non européennes, lesquelles sont elles aussi « la manifestation de la nature humaine ». Il découvre qu'elle peut aussi accepter une musique classique, aussi savante que celle de l'Occident, et une musique populaire. Il s'intéresse ainsi aux musiques japonaise, chinoise, javanaise, indienne et d'Asie centrale, aux musiques arabe, arménienne, amérindiennes du Canada et à celle des noirs de Louisiane. Il s'intéresse donc à ce qui deviendra plus tard l'ethnomusicologie, qu'il appelle ethnographie musicale dans ses Notes (1905-1910).
Ses recherches aboutissent à de nombreuses controverses, car à l'époque où l'on cherche à établir une hiérarchie entre les différents peuples du monde, Julien Tiersot pose la question : « La musique des peuples éloignés par l'espace n'a-t-elle pas les mêmes droits que celle des peuples éloignés par le temps ? », dans la préface des Notes d'ethnographie musicale, d'abord publiées en 1905, puis en 1910. Ses ouvrages dépassent le cadre de la musique et prennent une grande importance sociologique.
À partir de 1895, et jusqu'en 1900, il recueille environ 450 chansons populaires des Alpes françaises avec des variations selon le lieu, atteignant ainsi plus de 1 200 partitions. Il fait paraître Chansons populaires recueillies dans les Alpes françaises en 1903, contenant 227 de ces mélodies.
Curieux de tout, et très actif, il s'intéresse aussi à divers compositeurs classiques tel que la famille Couperin ou Jean-Sébastien Bach, mais aussi des compositeurs de son époque comme Hector Berlioz et Bedřich Smetana.
En 1917, Arthur Honegger écrit Le Chant de Nigamon, poème symphonique basé sur trois thèmes iroquois qu'il trouve dans Notes d'ethnographie musicale de Julien Tiersot.

## Choix de publications
- Mélodies populaires des provinces de France, 1887 (contient trois chansons du Berry notées par Pauline Viardot)
- Histoire de la chanson populaire en France, 1889
- Promenades musicales à l'exposition, Les danses javanaises, 1889
- Chants populaires pour les écoles, poèmes de Maurice Bouchor, 1897
- Chansons populaires recueillies dans les Alpes françaises, 1903 Texte en ligne
- Hector Berlioz et la société de son temps, 1904

Prix Sobrier-Arnould de l’Académie française
- Notes d'ethnographie musicale, 1905-1910
- Gluck, 1910 (chez Alcan - réédition 2014 chez bleu nuit éditeur)
- Histoire de La Marseillaise Paris Librairie De Lagrave 1915
- La Musique dans la comédie de Molière, 1921 (lire en ligne)
- Les Couperin, 1926 (chez Alcan - réédition 2017 chez bleu nuit éditeur)
- Smetana, 1926
- Musique aux temps romantiques, 1930
- La Chanson populaire et les écrivains romantiques, 1931, (contient deux chansons du Berry notées par Pauline Viardot)

Prix Charles-Blanc de l’Académie française
- J. S. Bach, 1934
- Lettres françaises de Richard Wagner, 1935